# 相馬一意
相馬 一意（そうま　かずい／いちい、1948年3月28日 -　）は、浄土真宗の僧、仏教学者、龍谷大学名誉教授。

## 略歴
茨城県生まれ。1971年早稲田大学法学部卒。1979年龍谷大学大学院文学研究科仏教学専攻博士課程単位取得。龍谷大学講師、浄土真宗教学研究所助教授、98年龍谷大学理工学部教授、2003年文学部仏教学科教授。2007年「曇鸞大師研究 曇鸞教義の特徴」で龍谷大学文学博士。名誉教授。東京仏教学院講師・本願寺派司教、勧学。東京教区茨城西組西光寺住職。

## 勧学寮の辞職
本願寺派勧学寮員を務めていたが、新しい「領解文」(浄土真宗のみ教え)への追認への責任感から、2024年2月28日、勧学寮員の辞表を提出した。

## 著書
- 『仏教がわかる本』教育新潮社 伝道新書 1992
- 『究竟一乗宝性論講読 平成17(2005)年度安居講本』自照社出版 2005
- 『曇鸞『往生論註』の講究』永田文昌堂 2013

### 監修・共編
- 『漢字でつづる真宗法話事例事典』藤田徹文,渡邉晃純共監修 四季社 2003
- 『親鸞読み解き事典』林智康,嵩満也,岡村喜史,安藤章仁,山本浩信共編著 柏書房 2006

## 論文
- Cinii

## 注
1. ↑  『現代日本人名録』2002年
2. ↑  『曇鸞『往生論註』の講究』著者紹介
3. ↑  研究者情報
4. ↑  https://twitter.com/chugainippoh/status/1763040214719807977?ref_src=twsrc%5Etfw%7Ctwcamp%5Etweetembed%7Ctwterm%5E1763040214719807977%7Ctwgr%5E8c9ef1f560b0980f7b276db677a2609612827d2c%7Ctwcon%5Es1_c10&ref_url=https%3A%2F%2Fnote.com%2Fryouge%2Fn%2Fn5eb5894f55d6
5. ↑  https://note.com/ryouge/n/n5eb5894f55d6